# Bristol & District League
De Bristol & District League is een Engelse regionale voetbalcompetitie. De hoogste divisie bevindt zich op het 14de niveau in de Engelse voetbalpyramide. In totaal bestaat de League uit 7 divisies.

## Recente kampioenen
| Seizoen | Senior Division                     | Division One                   | Division Two                 | Division Three               | Division Four                | Division Five                | Division Six                |
| ------- | ----------------------------------- | ------------------------------ | ---------------------------- | ---------------------------- | ---------------------------- | ---------------------------- | --------------------------- |
| 2003-04 | Fishponds Athletic                  | Talbot Knowle                  | Avonmouth Village            | Chipping Sodbury Reserves    | Soundwell Victoria           | Longshore Reserves           | Soundwell Victoria Reserves |
| 2004-05 | Patchway Town Reserves              | Sea Mills Park Reserves        | Hillfields Old Boys Reserves | Soundwell Victoria           | Greyfriars Athletic Reserves | Frys 'B'                     | Eden Grove                  |
| 2005-06 | Talbot Knowle                       | Avonmouth Village              | Lawrence Rovers              | Greyfriars Athletic Reserves | Hallen FC 'B'                | Eden Grove                   | Longwell Green Sports 'B'   |
| 2006–07 | Avonmouth Village                   | Soundwell Victoria             | Roman Glass St George 'A'    | Old Sodbury                  | Brislington Cricketers       | Shaftesbury Crusaders 'A'    | Bradley Stoke Town          |
| 2007–08 | Longwell Green Sports Reserves      | Chipping Sodbury Town Reserves | Old Sodbury                  | Brislington Cricketers       | Hanham Athletic 'A'          | Impact Squad                 | Portville Warriors          |
| 2008–09 | Lawrence Rovers                     | Old Sodbury                    | Seymour United Reserves      | Eden Grove                   | Bradley Stoke Town           | Henbury 'B'                  | Southmead Community Sports  |
| 2009–10 | Made For Ever                       | Brislington Cricketers         | Eden Grove                   | DRG Stapleton Reserves       | St. George Rangers           | Soundwell Victoria           | Patchway North End          |
| 2010–11 | Old Sodbury                         | Eden Grove                     | DRG Stapleton Reserves       | Portville Warriors           | Soundwell Victoria           | Real Thornbury               | Sea Mills Park Reserves     |
| 2011–12 | Brislington Cricketers              | Warmley Saints                 | Portville Warriors           | Lebeq Reserves               | Real Thornbury               | Sea Mills Park Reserves      | Broadlands                  |
| 2012–13 | Sea Mills Park                      | AEK Boko Reserves              | Totterdown United Reserves   | Real Thornbury               | South Bristol Central        | Old Sodbury Reserves         | Rangeworthy Reserves        |
| 2013–14 | AEK Boco Reserves                   | Hambrook                       | Real Thornbury               | Stapleton                    | Highridge United Reserves    | Staple Hill Orient           | Stapleton Reserves          |
| 2014–15 | Talbot Knowle United                | Bradley Stoke Town             | Stapleton                    | Hillfields Old Boys          | Staple Hill Orient           | Stoke Lane                   | Yate Athletic Reserves      |
| 2015–16 | Chipping Sodbury Town F.C. Reserves | Stapleton                      | Hillfields Old Boys          | Stoke Lane                   | Rangeworthy Reserves         | Winterbourne United F.C. 'A' |                             |